# Carla Ortiz
Carla Ortiz Oporto (Cochabamba, Bolivia; 2 de diciembre de 1976) es una actriz de cine y telenovelas boliviana. En la década de los años 90' se mudó a la Ciudad de México (México). El año 2005 ganó una beca de la Universidad de Georgetown y decidió trasladarse a California, donde reside actualmente.
Ha realizado como protagonista y antagonista en muchas telenovelas mexicanas, en el 2006 ella también actuó en una película boliviana junto al Peruano Diego Bertie titulada Los Andes no creen en Dios. También apoyó la campaña contra el veto a la altura, efectuada por la FIFA a la ciudad boliviana de La Paz en el 2007. En 2009 participó en la cinta Desorejado, de Sebastián Alarcón.
El año 2012 protagonizó su primer largometraje en Hollywood junto al actor Ernest Borgnine e inició el rodaje del largometraje Olvidados protagonizado y producido por la actriz boliviana.

## Trayectoria

### Cine
- Xibalba (2017) Danielle Noble
- Olvidados (2014)
- The Man Who Shook the Hand of Vicente Fernández (2012)
- The Land of the Astronauts (2010)
- Escríbeme postales a Copacabana (2009)
- Los Andes No Creen En Dios (2006)
- El Desorejado (2006)
- Shut Up and Shoot! (2006)
- Che Guevara (2005)
- Desorejado (2009)
- Mooke (1998)

### Telenovelas
- La Reina del Sur: (2022) Karen Chacón[3]
- Un año sin televisión: (2011) Mochilera
- The Closer: (2009) Maria Hernandez
- Sin rastro: (2005) Maritza
- CSI: Miami: (2003) Amber
- Secreto de amor: (2001-2002) Andrea Carvajal
- Primer Amor... a mil por hora: (2000-2001) Georgina Merino
- Todo se Vale (1999): Yatana Ricco
- Mujeres engañadas: (1999-2000) Marujita López Guerra
- Gotita de amor: (1998) Niurka Karina Acopa

## Guerra civil siria
Durante el conflicto sirio, la actriz tomó partido por el gobierno de Bashar al-Ásad después de varios viajes a Siria, «invitada frecuente del régimen» en plena guerra, viendo de primera mano la propaganda. Carla Ortiz publica informes no emitidos por los mass media, parte de campañas de influencia al igual que las periodistas independientes como Rania Khanek, Eva Bartlett y Vanessa Beeley.